# Lupettiana linguanea
Lupettiana linguanea är en spindelart som beskrevs av Antonio D. Brescovit 1997. Lupettiana linguanea ingår i släktet Lupettiana och familjen spökspindlar. Inga underarter finns listade i Catalogue of Life.